# Sitnica
Die Sitnica [ˈsitnit͡sa] (albanisch auch Sitnicë, serbisch-kyrillisch Ситница) ist ein etwa 90 Kilometer langer Fluss im Kosovo. Die Quelle liegt beim Dorf Sazlija, nördlich von Ferizaj. Sie durchfließt das Amselfeld von Süden nach Norden und mündet bei Mitrovica in den Ibar.
Die Sitnica ist der längste nur im Kosovo fließende Fluss.